# Tex-Mex (Mina e Ivano Fossati)
Tex-Mex è un singolo della cantante italiana Mina e del cantautore italiano Ivano Fossati, pubblicato il 6 novembre 2019 come primo estratto dall'album in studio Mina Fossati.

## Descrizione
Il brano, dal suono blues-rock, con influenze folk, latine, è stato scritto da Ivano Fossati e cantato in duetto con Mina. La canzone presenta un ritmo coinvolgente e tratta il tema dell'amore, visto come qualcosa che illude, tradisce, perdona, e che permette di ritornare. "Tex-Mex" è stata prodotta dal figlio di Mina, Massimiliano Pani.

## Video musicale
Il videoclip, pubblicato sul canale YouTube di Mina il 6 novembre 2019, è stato diretto da Mauro Balletti, ed è ambientato in un luogo immaginario che allude al Tex-Mex americano. Nel video, un uomo vive uno strano presente e nel finale viene trasportato in una dimensione futura, in un altro pianeta, perdendo, così, la concezione dello spazio e del tempo. Inoltre, nel finale, viene anticipato qualche secondo della canzone "Farfalle" contenuta nel disco.